# 丸善石油硬式野球部
丸善石油硬式野球部（まるぜんせきゆこうしきやきゅうぶ）は、愛媛県松山市に本拠地を置き、日本野球連盟に加盟していた社会人野球の企業チームである。1981年に解散した。
運営母体は、石油製品を精製・販売する石油元売企業の丸善石油。

## 概要
1955年4月、丸善石油の松山製油所の従業員有志が『丸善石油硬式野球部』として結成した。
1957年は、都市対抗野球に初出場し、産業対抗野球では優勝を果たした。
1959年の都市対抗野球では、決勝で富士製鐵釜石を下し四国勢初となる優勝を果たした（2023年に至るまで、四国勢としては唯一の優勝）。
1961年の産業対抗野球では準優勝となるが、翌1962年11月に母体の経営立て直しのため公式戦出場の辞退を発表し休部した。
1969年3月に後援会などの後押しを受け活動を再開すると、翌1970年の産業対抗野球では2度目の優勝を果たす。
1975年、日本選手権に初出場を果たす。
1981年、日本選手権で敗退した後、本社経営の厳しさから活動終了を発表した。

## 沿革
- 1955年 - 愛媛県松山市を本拠地に置き、『丸善石油』として創部。
- 1957年 - 都市対抗野球に初出場（ベスト8）。
- 1959年 - 都市対抗野球で初優勝。
- 1962年 - シーズン終了後に休部。
- 1969年 - 活動再開。
- 1971年 - 都市対抗野球で準優勝。
- 1975年 - 日本選手権に初出場（初戦敗退）。
- 1981年 - 活動終了。

## 主要大会の出場歴・最高成績
- 都市対抗野球大会 - 出場12回、優勝1回（1959年）、準優勝1回（1971年）
- 社会人野球日本選手権大会 - 出場5回
- 日本産業対抗野球大会 - 優勝2回（1957、1970年）
- JABA四国大会 - 優勝3回（1971、1974、1977年）
- JABA九州大会 - 優勝1回（1961年）
- JABA伊勢大会 - 優勝1回（1961年）

## 主な出身プロ野球選手
- 矢形勝洋（投手） - 1958年に阪急ブレーブスに入団
- 種茂雅之（捕手） - 1961年に東映フライヤーズに入団
- 岩上江笠（投手） - 1962年に近鉄バファローズに入団
- 西三雄（投手） - 1962年に毎日大映オリオンズに入団
- 作道烝（外野手） - 休部に伴い日立製作所に移籍し、1964年に東映フライヤーズに入団
- 高畠導宏（外野手） - 休部に伴い中央大学に進学し、日本鉱業日立を経て、1967年ドラフト5位で南海ホークスに入団
- 古賀正明（投手） - 1975年ドラフト1位で太平洋クラブライオンズに入団
- 金田進（捕手） - 1981年ドラフト4位で中日ドラゴンズに入団
- 成田幸洋（投手） - 廃部に伴い東芝に移籍し、1982年ドラフト5位で西武ライオンズに入団

## 元プロ野球選手の競技者登録
- 西五十六（元：大阪タイガース） - 投手

## かつて在籍していた選手・コーチ・監督
- 岡田悦哉（内野手） - 選手・監督として在籍。引退後、銚子商業高や広島東洋カープでコーチ・監督を歴任。
- 尾茂田叶 - 監督として在籍。